# Сверётово
Сверётово — деревня в Струго-Красненском районе Псковской области России. Входит в состав сельского поселения «Новосельская волость».

## География
Находится на северо-востоке региона, в южной части района, в лесной местности около,. Произрастает ольха, берёза.
Уличная сеть не развита.

## История
Согласно Закону Псковской области от 28 февраля 2005 года деревня Сверётово вошла в состав образованного муниципального образования Цапельская волость.
До апреля 2015 года деревня Сверётово входила в Цапельскую волость.
В соответствии с Законом Псковской области от 30 марта 2015 года № 1508-ОЗ деревня Сверётово, вместе с другими селениями упраздненной Цапельской волости, вошла в состав образованного муниципального образования Новосельская волость.

## Население
| 2001 | 2002 | 2010 | 2011 |
| ---- | ---- | ---- | ---- |
| 23   | ↘20  | ↘16  | ↘14  |

## Инфраструктура
Почтовое отделение, обслуживающее д. Сверётово, — 181125; расположено в д. Цапелька.

## Транспорт
Стоит на федеральной трассе Р-123 (прежнее название М-20).